# 二號橋石頭公
25°10′56″N 121°26′39″E / 25.182086°N 121.444271°E
二號橋石頭公，是位於臺灣新北市淡水區新興里、公司田溪畔的石頭公廟，供奉被當地視為豬神的石頭，人稱「豬哥石」。

## 傳說
片岡巖在《臺灣風俗誌》紀錄在淡水街林仔街有一座名為「豬哥橋」（後改稱「豬崎橋」）的橋樑。在距此橋四、五百尺的農田裡，有一塊形狀如豬的石頭，人稱為「豬哥石」。昔日此石經常冒煙，路人若聞到就會神秘失蹤，類似日本的殺生石，傳說是被石豬吃掉，因此無人敢從此經過。後來雷神將石豬的腮部擊毀後，石豬再也不能害人了，人們才能安全經過。後來當地人會來此石祈求尋找失物、恢復健康等。

## 沿革
石頭屬於大屯山造山運動的火山融岩，原在公司田溪的樹下。淡金公路興建時，豬哥石被曾被惡作劇的士兵灑滿柏油，許久後才回復其大半面貌。一日，有人從旁邊的淡水二號橋開車經過，忽然身體不適，就祭拜此石，許願若保他身體無恙必為其蓋廟。該人痊癒後，還願為其蓋廟時，被呂姓地主反對，只好用鐵皮屋。淡海新市鎮第二期整地時，盧松樹里長極力爭取將其保留在原地，和營建署協調後才免於被遷移，但豬哥崎橋則被拆除。

## 祭祀
以農曆八月十五為誕辰日。當日信眾會以水煮蛋、甜米糕為祭品，拜好後將蛋剝殼丟置於石頭公上，稱為「脫殼」。民眾也會將難帶的小孩認石頭公為義父，在中秋節於此進行換貫的儀式，也就是拿新紅線換掉貫穿方孔錢的舊紅線。小孩年滿十六歲後，家長即備牲禮到此祭拜，從此才不用再戴貫券。 大家樂盛行時，也有人來此祈求明牌。 
2001年《聯合報》報導，此廟還供奉媽祖與土地公等。供桌上有一尊抱著一位漂亮的裸女、臉上還露出笑容的豬八戒像。
淡水居民將此石頭公視為公司田溪生態與歷史遺跡的一部分。